# Belgische Feldpost in Deutschland im Kalten Krieg

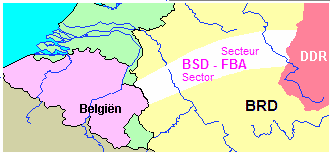
Sektor der Belgischen Streitkräfte in Deutschland

Die Belgische Feldpost in Deutschland im Kalten Krieg stellte die Postversorgung der belgischen Streitkräfte in Deutschland und ihrer Familien sichern. Dazu gehörten in der Zeit von 1946 bis 2003 belgische Militärpostämter (BPS). Die postalische Organisation spiegelt die militärische Organisation wider und gibt einen Gesamtüberblick über das militärische Engagement Belgiens in Deutschland.

## Rechtsgrundlage und Gebühren
Da in dieser Zeit in allen Staaten die Postbeförderung als staatlicher Hoheitsakt betrachtet wurde – in der Bundesrepublik Deutschland bestand bis 1997 ein Bundespostministerium und die Mitarbeiter der Post waren im Regelfall Beamte – erschien es undenkbar, einem fremden Staat die Beförderung militärischer Dienstpost anzuvertrauen. Daher regelte das Zusatzabkommen zu dem Abkommen zwischen den Parteien des Nordatlantikvertrages über die Rechtsstellung ihrer Truppen hinsichtlich der in der Bundesrepublik Deutschland stationierten ausländischen Truppen (NATO-Truppenstatut von 1951) vom 3. August 1959 das schon von Anbeginn der Stationierung praktizierte Verfahren rechtsgültig.
Grundsätzlich galt, dass die Militärpost des Stationierungsstaates das Recht besaß, Post innerhalb und außerhalb des Bundesgebiets zu versenden oder auch die Militärpost einer anderen Stationierungsmacht zu nutzen. Der Austausch mit der Deutschen Bundespost erfolgte über festgelegte Postämter. Den Angehörigen, dem sogenannten „militärischen Gefolge“, stand es frei, die Militärpost zu benutzen. Dienstliche Postsendungen waren gebührenfrei, Privatpost nach Belgien und Deutschland musste zum jeweils gültigen Inlandstarif in belgischen Franken freigemacht werden.

## Organisation und Unterstellung
Die Postversorgung der Dienststellen im belgischen Stationierungsraum sowie der Familienangehörigen oblag der Direction Postes Militaires/Legerposterij (Armeepostdirektion) mit ihrem Sitz in der Caserne Klerken/Klerken Kazerne in Köln-Ossendorf. In den größeren Garnisonen, insbesondere an den Standorten des Armeekorps, der Division und der Brigaden bestanden Armeepostämter (Bureaux Postaux Secondaires). Für den Austausch mit der belgischen Post wurde, wie schon während der Rheinlandbesetzung von 1918 bis 1930, ein Grenzpostamt (Bureau Postal Centralisateur) in Aachen-Hitfeld (Caserne Gabrielle Petit Kazerne) eingerichtet. Als Austauschbahnhof mit der belgischen Post fungierte Lüttich. Weiterhin bestand in der Hauptstadt Brüssel ein Echelon arrière in der Caserne Duc de Brabant/Hertog van Brabant Kazerne.
Im Jahr 1972 wurde die postalische Organisation umgestellt und eine der in Belgien üblichen vierstelligen Postleitzahlen (4090) für die FBA/BSD eingeführt. Die früheren BPS waren ab diesem Zeitpunkt in einem Zusatz mit der sprachlich neutralen Abkürzung Post. in der Adresse enthalten, z. B. lautete die korrekte Bezeichnung nun 4090 Post.1 statt vorher BPS 1.

## Belgische Feldpostämter in Deutschland 1946 bis 2003
| Garnison                             | Ersteinrichtung | BPS    | Postleitzahl 1972 | Schließung | Bemerkung                                       |
| ------------------------------------ | --------------- | ------ | ----------------- | ---------- | ----------------------------------------------- |
| Soest                                | 1946            | BPS 1  | 4090, Post. 1     | 1994       | HQ 4. Brigade (flämisch)                        |
| Probsteierwald                       | 1959            | BPS 2  | 4090, Post. 2     | 1995       | 1946 Bad Driburg, 1947–1956 Brilon              |
| Siegen                               | 1948            | BPS 3  | 4090, Post. 3     | 1994       | 1946–1948 Bensberg, HQ 17. Brigade (frankophon) |
| Westhoven                            | 1957            | BPS 4  | 4090, Post. 4     | 1995       | 1946 Monschau, 1955–1957 Siegburg               |
| Ossendorf                            | 1949            | BPS 5  | 4090, Post. 5     | 1995       | 1946 Weiden                                     |
| Neheim                               | 1946            | BPS 6  | 4090, Post. 6     | 1990       | HQ 16. Division                                 |
| Weiden                               | 1949            | BPS 7  | 4090, Post. 7     | 2003       | 1946–1949 Bonn, HQ FBA/BSD und I. (BE) Corps    |
| Bensberg                             | 1946            | BPS 8  | 4090, Post. 8     | 1992       | HQ 1. Division 1949–1952, 1960–1984             |
| Aachen                               | 1946            | BPS 9  | 4090, Post. 9     | 1991       | HQ 3. Division 1949–1950                        |
| Lüdenscheid                          | 1946            | BPS 10 | 4090, Post. 10    | 1994       | HQ 16. Brigade 1960–1969                        |
| Brakel                               | 1985            | BPS 11 | 4090, Post. 11    | 1986       | 1946–1948 Bad Godesberg, 1949–1985 Euskirchen   |
| Düren mit Grevenbroich               | 1951            | BPS 12 | 4090, Post. 12    | 1991       | 1950 Militärhospital Wuppertal                  |
| Truppenübungsplatz Vogelsang         | 1951            | BPS 13 | 4090, Post. 13    | 1984/2005  |                                                 |
| Spich                                | 1957            | BPS 14 | 4090, Post. 14    | 1995       | 1950–1955 Unna                                  |
| Hemer                                |                 | BPS 22 |                   |            | aus BPS 4 Siegburg                              |
| Truppenübungsplatz Bergen-Hohne      |                 | BPS 27 |                   |            |                                                 |
| Xanten                               | 1977            | BPS 36 | 4090, Post. 36    | 1983       | 1957–1970 Kassel                                |
| Arolsen                              | 1951            | BPS 37 | 4090, Post. 37    | 1994       | HQ ComRecce                                     |
| Grefrath mit Mönchengladbach, Rheydt | 1969            | BPS 41 | 4090, Post. 41    | 1991       |                                                 |

## Abkürzungen
| Abkürzung | Text                                                                          |
| --------- | ----------------------------------------------------------------------------- |
| BPS       | Bureau Postal Secondaire (Feldpostamt)                                        |
| BE        | Belgisch, Belgien                                                             |
| BSD       | Belgische Strijdkrachten in Duitsland (Belgische Streitkräfte in Deutschland) |
| ComRecce  | Corps Reconnaissance Command (Kommando Panzeraufklärung)                      |
| FBA       | Forces belges en Allemagne (Belgische Streitkräfte in Deutschland)            |
| HQ        | Hauptquartier                                                                 |